# Дёгтевское сельское поселение
Дёгтевское сельское поселение — муниципальное образование в Миллеровском районе Ростовской области. Административный центр поселения — слобода Дёгтево. Население 3201 человек (на 1 января 2011 года).

## История
Дегтёвское сельское поселение было образовано путём слияния территорий Марьевского и Дегтёвского сельских советов. Статус и границы данного муниципального образования были определены Областным законом от 22 октября 2004 года.

## География
Дегтёвское сельское поселение располагается в северной части территории Миллеровского района Ростовской области. Общая площадь территории сельского поселения составляет 294 кв. км. На севере граничит с Чертовским районом, на востоке ― с Кашарским районом, на юге ― с Ольхово-Рогским сельским поселением, на западе ― с Колодезянским сельским поселением.
Территория Дегтевского сельского поселения относится к 1-й агроклиматической зоне. Характеризуется континентальным климатом, увлажнение недостаточное. Среднегодовая температура составляет +7.1 градуса.
Основным видом почвы является южный чернозём. Рельеф территории холмистый. Имеется сеть ручьёв, некоторые из которых впадают в реку Калитва, а также ряд прудов, образованных для поения скота.

## Административное устройство
В состав Дёгтевского сельского поселения входят:
- слобода Дёгтево;
- хутор Белогоровка;
- хутор Грай-Воронец;
- хутор Еритовка;
- хутор Закосьнов;
- хутор Ключковка;
- хутор Лиман;
- хутор Малахов;
- хутор Хмызов.

## Население
| 2010  | 2012  | 2013  | 2014  | 2015  | 2016  | 2017  |
| ----- | ----- | ----- | ----- | ----- | ----- | ----- |
| 2810  | ↘2704 | ↘2660 | ↗2676 | ↘2660 | ↗2666 | ↘2648 |
| 2018  | 2019  | 2020  | 2021  |       |       |       |
| ↘2609 | ↘2550 | ↘2497 | ↘2455 |       |       |       |

## Экономика
Основной отраслью экономики, в которую вовлечено население муниципального образования, является сельское хозяйство. Наиболее развито производство по выращиванию зерновых культур и подсолнечника. Помимо этого здесь также разводят крупный рогатый скот (преимущественно молочного направления). В хуторе Грай-Воронец действует завод по производству кирпичей.

### Транспорт
По территории Дёгтевского сельского поселения пролегает автомагистраль М-4 «Дон». Также здесь имеется развитая сеть автомобильных дорог с твёрдым покрытием, которые связывают все населённые пункты муниципального образования.